# Нижньокамський район
Нижньóкамський райóн (рос. Нижнекамский район, тат. Tübən Kama rayonı, Түбән Кама районы) — муніципальний район у складі Республіки Татарстан Російської Федерації.
Адміністративний центр — місто Нижньокамськ.

## Адміністративний устрій
До складу району входять 2 міських та 15 сільських поселень:
1. місто Нижньокамськ
2. Селище міського типу Камські Поляни — смт Камські Поляни
3. Афанасовське сільське поселення — с. Велике Афанасово
4. Єлантовське сільське поселення — с. Єлантово
5. Каєнлинське сільське поселення — с. Каєнли
6. Кармалинське сільське поселення — с. Кармали
7. Краснокадкинське сільське поселення — с. Верхні Човни
8. Красноключинське сільське поселення — сел. Красний Ключ
9. Майскогорське сільське поселення — с. Трудовий
10. Макаровське сільське поселення — с. Верхня Уратьма
11. Нижньоуратьминське сільське поселення — с. Нижня Уратьма
12. Простінське сільське поселення — с. Прості
13. Сосновське сільське поселення — с. Благодатне
14. Старошешминське сільське поселення — с. Старошешминськ
15. Сухаревське сільське поселення — с. Сухарево
16. Шереметьєвське сільське поселення — с. Богородське-Шереметьєвка
17. Шингальчинське сільське поселення — с. Шингальчи

## Відомі особистості
У районі народилась:
- Аппакова Даржія Сейфуллівна (1898—1948) — татарська радянська письменниця, драматург, журналіст (с. Байгулово).
- Валієв Разіль Ісмагілович — громадський і державний діяч Татарстану, татарський письменник, поет, депутат Державної Ради Республіки Татарстан (с. Ташлик).